# Penicillium atramentosum
Penicillium atramentosum är en svampart som beskrevs av Thom 1910. Penicillium atramentosum ingår i släktet Penicillium och familjen Trichocomaceae.   Inga underarter finns listade i Catalogue of Life.